# Europarlamentari della Finlandia della VIII legislatura
Gli europarlamentari della Finlandia della VIII legislatura, eletti in occasione delle elezioni europee del 2014, sono stati i seguenti.

## Composizione storica
| Europarlamentare       | Lista                                 | Gruppo    |
| ---------------------- | ------------------------------------- | --------- |
| Jussi Halla-aho        | Veri Finlandesi                       | ECR       |
| Heidi Hautala          | Lega Verde                            | Verdi/ALE |
| Liisa Jaakonsaari      | Partito Socialdemocratico Finlandese  | S&D       |
| Anneli Jäätteenmäki    | Partito di Centro Finlandese          | ALDE      |
| Miapetra Kumpula-Natri | Partito Socialdemocratico Finlandese  | S&D       |
| Merja Kyllönen         | Alleanza di Sinistra                  | GUE/NGL   |
| Sirpa Pietikäinen      | Partito di Coalizione Nazionale       | PPE       |
| Olli Rehn              | Partito di Centro Finlandese          | ALDE      |
| Petri Sarvamaa         | Partito di Coalizione Nazionale       | PPE       |
| Sampo Terho            | Veri Finlandesi                       | ECR       |
| Nils Torvalds          | Partito Popolare Svedese di Finlandia | ALDE      |
| Paavo Väyrynen         | Partito di Centro Finlandese          | ALDE      |
| Henna Virkkunen        | Partito di Coalizione Nazionale       | PPE       |

## Modifiche intervenute

### Partito di Centro Finlandese
- In data 27.04.2015 a Olli Rehn subentra Hannu Takkula.
- In data 01.03.2018 a Hannu Takkula subentra Elsi Katainen.
- In data 12.06.2018 a Paavo Väyrynen subentra Mirja Vehkaperä.

### Veri Finlandesi
- In data 27.04.2015 a Sampo Terho subentra Pirkko Ruohonen-Lerner.